# Scottish Premier Hockey League
La Scottish Premier Hockey League était une compétition de hockey sur glace composée uniquement d'équipes d'Écosse. Elle n'a eu qu'une seule édition lors de la saison 2007/2008, qui a vu la victoire des Fife Flyers.

## Équipes
| Club             | Création | Ville      | Patinoire             | Capacité | Pays   |
| ---------------- | -------- | ---------- | --------------------- | -------- | ------ |
| Fife Flyers      | 1938     | Kirkcaldy  | Fife Ice Arena        |          | Écosse |
| Paisley Pirates  | 1946     | Paisley    | Braehead Arena        |          | Écosse |
| North Ayr Wild   |          | Ayr        | Magnum Leisure Centre |          | Écosse |
| Solway Sharks    | 1998     | Dumfries   | Dumfries Ice Bowl     | 1 000    | Écosse |
| Kilmarnock Storm |          | Kilmarnock | The Galleon Centre    |          | Écosse |